# Местоблюститель
Местоблюсти́тель (греч. τοποτηρητής, лат. locum tenens) — временный (до избрания предстоятеля) исполняющий обязанности предстоятеля поместной церкви (например, патриарха, митрополита или архиепископа), когда эта должность вакантна или когда глава церкви по каким-либо причинам не может исполнять свои обязанности. Часто, хотя и не всегда, местоблюститель и избирается новым предстоятелем Церкви.
Если предстоятель Церкви имеет сан патриарха, то то должность местоблюститель звучит Местоблюститель патриаршего престола (иначе Патриарший местоблюститель). В тех церквах, где предстоятель носит титул архиепископа, должность соответственно именуется местоблюститель архиепископского престола, если поместную церковь возглавляет митрополит — местоблюститель митрополичьего престола. 
Изначально термином τοποτηρητής обозначали заместителя командующего в византийской армии. В начале XII века, так назывались управляющие небольшими регионами и крепостями, в то время как в конце периода Палеологов этот термин начал использоваться для обозначения представителей Константинопольского Патриарха по отношению к епархиям, находящимися за пределами границ империи.